# Aldo Perrotta
Aldo Perrotta (Napoli, 7 febbraio 1949) è un politico italiano.

## Biografia
Alle elezioni politiche del 2001 è eletto deputato con Forza Italia. È stato membro, dal 2001 al 2006, della XI Commissione lavoro pubblico e privato e, dal 2005 al 2006, fino al 2006, della IV Commissione difesa.